# IC 5048
IC 5048 — галактика типу SBbc (компактна витягнута галактика) у сузір'ї Павич.
Цей об'єкт міститься в оригінальній редакції індексного каталогу.